# Universitatea din Auckland
Universitatea din Auckland (acronim UoA; în limba maori: Waipapa Taumata Rau) este o universitate publică de cercetare cu sediul în Auckland, Noua Zeelandă. Instituția a fost înființată în 1883 ca un colegiu constitutiv al Universității din Noua Zeelandă⁠(d). 
Îm prezent, Universitatea din Auckland este cea mai mare universitate din Noua Zeelandă prin înscriere, găzduind aproximativ 40.000 de studenți în cinci campusuri din Auckland.
City Campus, în districtul central de afaceri din Auckland, are cea mai mare parte a studenților și facultăților. Există opt facultăți, inclusiv o școală de drept, precum și trei institute de cercetare asociate.